# DéFI
DéFI je belgická politická strana, působící v Bruselu. Profiluje se liberálně a sociálně-liberálně. Byla založena v roce 1964. Název strany DéFI je zkratka pro Démocrate, Fédéraliste, Indépendant (česky Demokratický, federalistický, nezávislý).